# Cathédrale de Bisceglie
La cathédrale de Bisceglie est une église catholique romaine de Bisceglie, en Italie. Il s'agit d'une cocathédrale de l'archidiocèse de Trani-Barletta-Bisceglie.